# Syndyas subsavinios
Syndyas subsavinios är en tvåvingeart som beskrevs av Chvala 1975. Syndyas subsavinios ingår i släktet Syndyas och familjen puckeldansflugor. Inga underarter finns listade i Catalogue of Life.